# Musikcharts in Belgien
Musikcharts in Belgien werden in der heutigen Form seit 1995 erhoben. Aufgrund der sprachlich-kulturellen Diversität in Belgien werden flämische und wallonische Charts unterschieden. Die Non-Profit-Organisation Ultratop ist Herausgeber der Charts, die meist diesen Namenszusatz tragen. Sie untersteht der Belgian Recorded Music Association (BRMA), der Vertretung der belgischen Musikindustrie und IFPI-Landesgruppe.

## Geschichte

### Vorläufer
Seit den 1950er-Jahren gab es in Belgien eine Reihe verschiedener Hitparaden, die bereits nach Sprachgruppen bzw. Regionen unterteilt waren. Die ältesten bekannten flämischen Charts waren die Popularitätscharts des monatlich veröffentlichten Musikmagazins Song Parade, die Mitte der 1950er-Jahre einsetzten. Die populäre flämische Zeitschrift Humo veröffentlichte seit mindestens 1968 eigene Popularitätscharts für Singles und Alben, die auf umfangreichen Leserumfragen basierten. Seit 1970 veröffentlichte der Radiosender BRT (später VRT) Radio 2 wöchentliche Top 30, die auf Verkäufen in ausgewählten flämischen Geschäften basierten und sehr populär waren. Diese Charts wurden bei VRT 1995 von den flämischen Ultratop-Charts abgelöst. 
Parallel zu diesen regionalen Charts ließ die belgische Landesgruppe der IFPI einige Jahre lang nationale Charts ermitteln, die zunächst auf Telefonumfragen und dann auf von den Plattenfirmen vermeldeten Vetriebszahlen basierten. Diese belgischen Charts wurden etwa im europäischen Branchenmagazin Music & Media veröffentlicht, standen jedoch in Belgien in der Kritik, da sie die regionalen und sprachlichen Unterschiede innerhalb der Musikszene im Land nicht ausreichend abbildeten. Sie wurden daher auch kaum in Radio oder Fernsehen berücksichtigt, mit Ausnahme des wallonischen Senders Radio 21.

### Ultratop-Charts
Die belgische Musikindustrie gründete schließlich die Organisation Ultratop, die seit dem 31. März 1995 wöchentliche Single- und Albumcharts für Flandern und die Wallonie herausgibt. Die Charts wurden bis 2006 von AC Nielsen ermittelt und waren zunächst rein verkaufsbasiert. Seit 2007 ist die GfK (GfK Entertainment) für die Charterstellung zuständig. Das Online-Chartportal ultratop.be betreut Ultratop seit 2008 in Zusammenarbeit mit Hung Medien. Neben physischen Verkäufen werden für die Ultratop-Charts seit 2006 auch Downloads und seit 2016 (Singles) bzw. 2017 (Alben) auch Streaming und Airplay berücksichtigt. 2021 wurden im Rahmen von Einsparungen die drei Mitarbeiter von Ultratop entlassen, außerdem wurden mehrere Teilcharts eingestellt.

## Aktuell bestehende Ultratop-Charts
| Charts            | Flandern | Wallonie |
| ----------------- | -------- | -------- |
| Singles           | Top 50   | Top 50   |
| Alben             | Top 200  | Top 200  |
| Kompilationen     | Top 20   | Top 20   |
| Klassik-Alben     | Top 20   | Top 20   |
| Flämische Singles | Top 30   | –        |

Das Ultratop-Archiv der Singlecharts wurde für Flandern nachträglich um Daten aus Het Belgisch Hitboek ergänzt (Monatscharts ab Dezember 1954, Wochencharts durchgehend ab 1966). Das wallonische Singlechartarchiv enthält teilweise ebenfalls ältere Daten unbekannter Herkunft (Monatscharts ab Oktober 1956 und Wochencharts von 1966 bis 1977).

## Belege
1. ↑  Robert Collin: Het Belgisch Hitboek 1954-1993: 40 jaar hits in Vlaanderen. Uitgeverij Coda, 1993, ISBN 90-5232-093-4.
2. ↑  65 jaar geleden: populariteitspoll in Songparade. In: dagelijks iets degelijks. 27. März 2022, abgerufen am 11. Juli 2023 (niederländisch).
3. ↑  Birgit Soetewey: De charts en het concertbezoek: in hoeverre zijn die nog gelinkt? Antwerpen 2008, S. 18 (Digitalisat [PDF; 569 kB; abgerufen am 12. Juli 2023] Masterarbeit).
4. ↑  Radio2 top 30. VRT, abgerufen am 12. Juli 2023 (flämisch).
5. ↑  Marc Maes: Belgium Prepares to Regionalise Its Chart. In: Music & Media. Band 11, Nr. 2, 8. Januar 1994, S. 20.
6. 1 2  Who is Ultratop? In: Ultratop.be. Ultratop & Hung Medien, archiviert vom Original am 10. April 2018; abgerufen am 12. Juli 2023 (englisch).
7. ↑  Marc Maes: Belgium Prepares to Regionalise Its Chart. In: Music & Media. Band 11, Nr. 2, 8. Januar 1994, S. 1, 12, 20 (Digitalisat [PDF; 4,7 MB; abgerufen am 5. Februar 2025]).
8. ↑  Ultratop Belgian Charts. Ultratop & Hung Medien, archiviert vom Original am 9. April 2008; abgerufen am 12. Juli 2023 (flämisch).
9. ↑  Wie is Ultratop? In: Ultratop.be. Ultratop & Hung Medien, abgerufen am 12. Juli 2023 (flämisch).
10. ↑  Ultratop-samenstellers kregen vorig jaar nog MIA, maar worden nu ontslagen: “Kost die we niet langer konden verantwoorden”. In: Het Nieuwsblad. 27. Januar 2021, abgerufen am 12. Juli 2023 (flämisch).
11. ↑  Stopgezette charts. In: ultratop.be. Ultratop & Hung Medien, abgerufen am 12. Juli 2023 (flämisch).